# Kurt Kremers
Kurt Kremers (* Februar 1920 in Rheydt, Niederrhein; † 24. Oktober 1991  in Mönchengladbach) alias turi war ein deutscher Komponist (u. a. Fahrtenlieder), Dichter und Schriftsteller.

## Leben
Kurt Kremers kam aus einem streng protestantischen Elternhaus. Beide Elternteile gehörten dem Jugendbund für entschiedenes Christentum an. Nach achtjährigem Besuch einer Zwergschule machte er in einer Fabrik eine Ausbildung zum Weber. Von 1931 bis 1933 war er Mitglied in einem dem Wandervogel ähnlichen Verband namens Schüler, der später dem Deutschen Jungvolk, dem für 10-14-Jährige zuständigen Teil der Hitler-Jugend eingegliedert wurde. Zur Zeit der Machtübernahme des Nationalsozialismus trat er jedoch wieder aus. Er knüpfte langjährige Freundschaften zu damals illegalen Bündischen, überwiegend Nerother Wandervögeln aus dem Orden der Piraten und schloss sich den Kittelbachpiraten an. Im Alter von fünfzehn Jahren wurde er bei einer Großrazzia im Hülser Bruch bei Krefeld durch die Gestapo verhaftet. In dieser Zeit, in den Jahren 1935 und 1936, engagierte er sich in einer Anlaufstelle für verfolgte Bündische in Anrath bei Krefeld und ihrer Fluchthilfe nach Holland. Mit siebzehn Jahren erfolgten seine zweite Verhaftung und ein Gestapo-Verhör. Im Reichsarbeitsdienst war er Mitglied einer geheimen Gruppe ehemaliger Bündischer, die von einem Führer aus der katholischen Sturmschar geleitet wurde.
Im Zweiten Weltkrieg wurde Kremers Anfang 1940 als Soldat eingezogen. Er wurde in Bonn, im polnischen Thorn und in Norwegen eingesetzt. Ende 1941 verbrachte er vier Monate in der Festung Ackershus bei Oslo. Anschließend war er ein halbes Jahr in einer Strafkompanie in Russland, bis er Fahnenflucht beging. Er wurde gefasst und zu fünfzehn Jahren Zuchthaus verurteilt, anzutreten bei Kriegsende. 
1950 gründete er den ersten Orden der Piraten im Nerother Wandervogel nach dem Kriege. Darin blieb er aktiv bis 1954. Kremers übersetzte unter anderem skandinavische Volkslieder. 

## Werke
- Nordwärts hoo!, Erzählung über eine Lapplandfahrt. Südmarkverlag, Heidenheim 1965, ISBN 3-88258-000-3
- Laulaja-Laulu. Südmarkverlag, Heidenheim 1978, ISBN 3-88258-041-0
- Unterm Nordstern, Liederbuch. Südmarkverlag, Heidenheim 1983, ISBN 3-88258-075-5

Ferner Artikel und Geschichten in "puls 5/6" Südmarkverlag, Heidenheim/Brenz 1979, ISSN 0342-3328